# Винники
Ви́нники (укр. Ви́нники) — город во Львовской городской общине Львовского района Львовской области Украины.

## Географическое положение
Расположен в 4 км восточнее Львова и является частью Львовской агломерации.

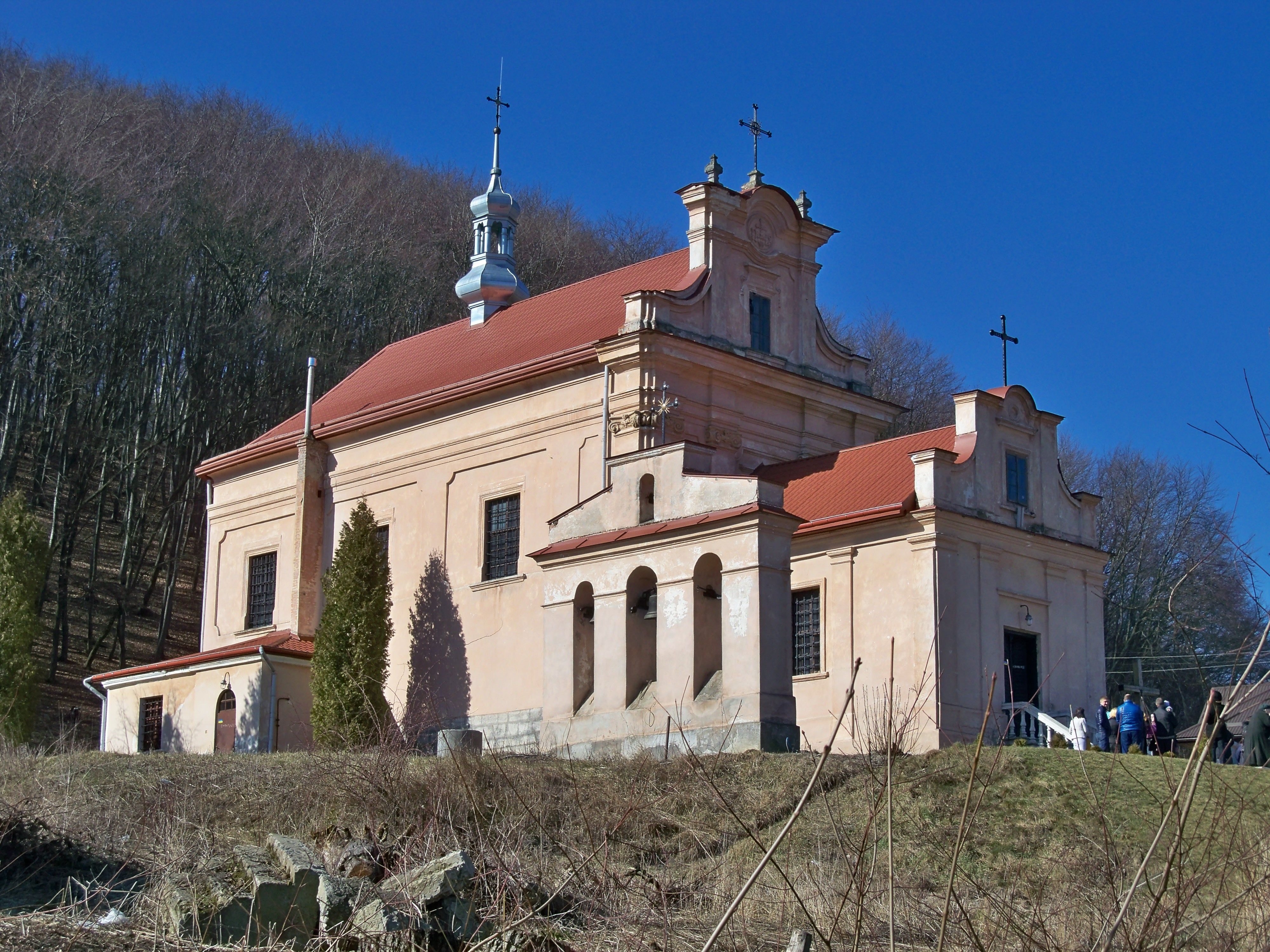
Костёл Вознесения (1737)

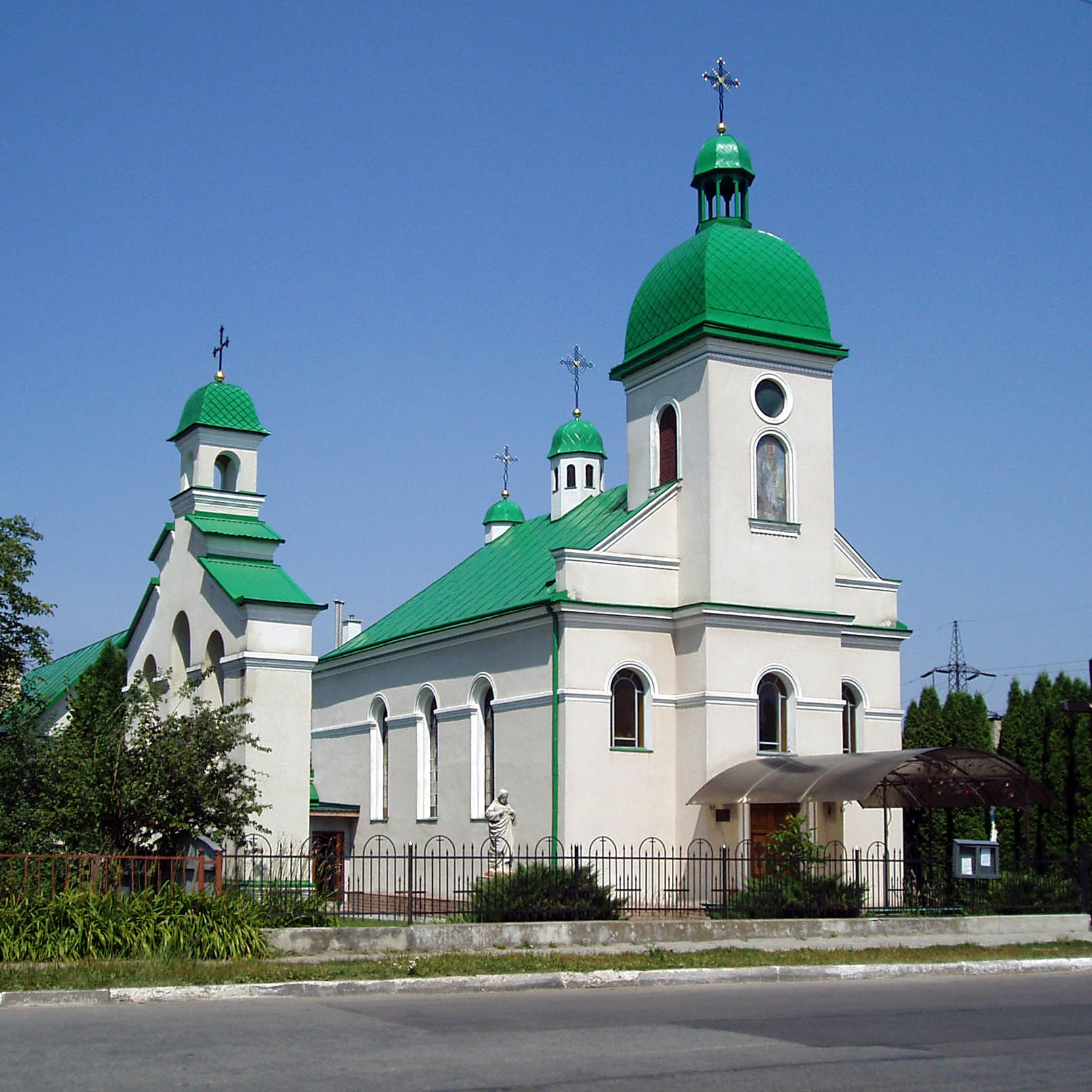
Церковь святого Иосифа

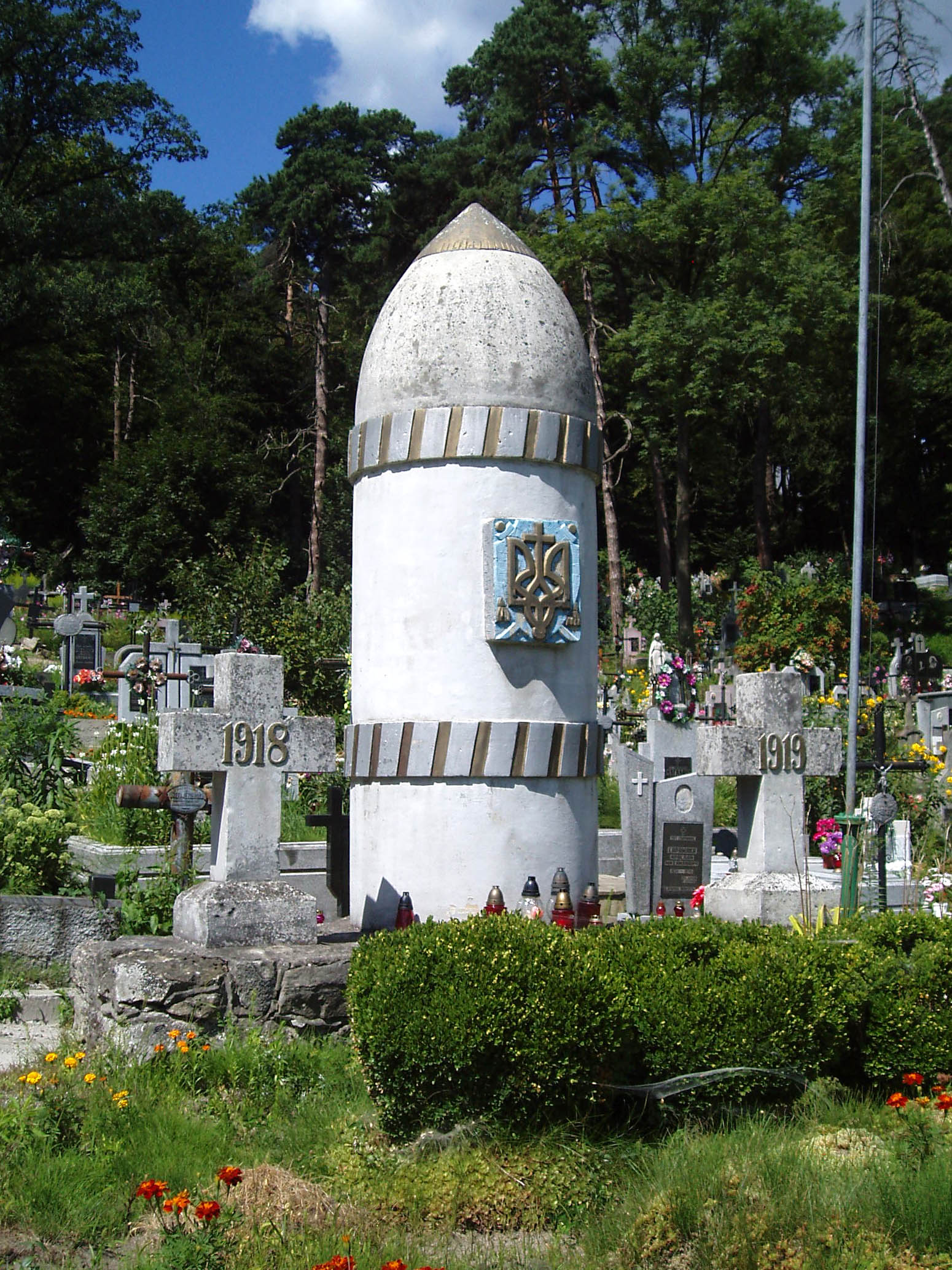
Мемориал воинам Украинской Галицкой армии

## История
Город был основан в 1292 году во времена Галицко-Волынского княжества. Основан как селение виноградарей. Получил Магдебургское право. Ежегодно небольшой провинциальный город поставлял ко княжескому столу 50—100 бочек вина и огромное количество винограда.
В 1737 году Марианна Потоцкая, жена люблинского воеводы, основала костёл, выстроенный в стиле барокко.
В конце XVIII столетия жизнь города изменилась: город стал крупным производителем табачной продукции. Так продолжалось более 200 лет. Винники «на табаке» выросли, разбогатели, расстроились. Накануне Первой мировой войны на государственной Винниковской табачной фабрике работало около 1500 рабочих.
В 1925 году в Винниках жили около 5000 жителей, из них 3300 поляков, 2150 русинов, 350 евреев и 200 немцев.
1 сентября 1939 года германские войска напали на Польшу, началась Германо-польская война 1939 года.
С 17 сентября 1939 года части РККА перешли восточную границу Польши, 27 октября 1939 года здесь была установлена Советская власть.
C 14 ноября 1939 года в составе Украинской Советской Социалистической Республики Союза Советских Социалистических Республик.
В 1940 году Винники получили статус города.
В ходе Великой Отечественной войны 30 июня 1941 года был оккупирован немецкими войсками
27 июля 1944 года освобождён советскими войсками 1-го Украинского фронта в ходе Львовско-Сандомирской наступательной операции 13.07-29.08.1944 г.: 60-й армии —
322-й сд (генерал-майор Зубов, Пётр Иванович) 28-го ск (генерал-майор Озимин, Михаил Иванович); части войск 246-й сд (полковник Федосенко, Михаил Георгиевич) 106-го ск (генерал-майор Кузовков, Иван Александрович); 14-й гвардейской тбр (подполковник Скиданов, Александр Ефимович) 4-го гв. танкового корпуса (генерал-лейтенант т/в Полубояров, Павел Павлович); 59-й отдельный танковый полк (подполковник Кузнецов, Иван Семёнович).
В 1968 году численность населения составляла 10 тыс. человек, здесь действовали табачная и швейная фабрики, кирпичный завод..
В 1988 году здесь был построен госпиталь для ветеранов Великой Отечественной войны (архитектор М. Наревский). В январе 1989 года численность населения составляла 12 308 человек, крупнейшим предприятием являлась Львовская табачная фабрика.
В городе действует историко-краеведческий музей
Неподалёку от города находится Винниковское озеро, популярное среди львовян место отдыха.
В Винниках родился писатель и драматург Любомир Дмитерко, прозаик Катя Гриневичева, жила и умерла оперная певица А. Любич-Парахоняк.

## Население
По данным переписи 2001 года, украинцы составляли 95,36 % населения города, русские — 3,55 %.

### Языковой состав
Родной язык населения по данным переписи 2001 года:
| Язык       | Численность, чел. | Доля     |
| ---------- | ----------------- | -------- |
| Украинский | 12 407            | 96,05 %  |
| Русский    | 456               | 3,53 %   |
| Другое     | 54                | 0,42 %   |
| Итого      | 12 917            | 100,00 % |

Украинский язык является основным и единственным официальным языком города.

## Транспорт
Внутреннего транспорта не имеет. Транспортное сообщение налажено с городом Львовом силами львовского коммунального автопредприятия и частными львовскими автоперевозчиками.